# Jakub Žáček
Jakub Žáček (* 18. března 1975 Vlašim) je český herec, komik a moderátor.

## Život a kariéra
Jeho otcem je známý český spisovatel a básník Jiří Žáček. Studoval na Střední umělecké škole ve Frýdlantu, následně absolvoval pražskou DAMU v ročníku profesora Josefa Krofty.
V současnosti hraje v HaDivadle v Brně, divadle Archa v Praze a Krátkém a úderném divadle v Liberci, jehož je spoluzakladatelem. Hrál roli životního rekreanta Otakara ve filmu Zoufalci a vedlejší role v téměř všech epizodách sitcomu Comeback. Objevil se také ve stand-up comedy „Na stojáka“ na HBO a „Comedy club“ na Prima Comedy Central.

## Filmografie

### Film
- 2001 Mach, Šebestová a kouzelné sluchátko
- 2009 Zoufalci
- 2010 PIKO
- 2012 Ve stínu
- 2013 Rozkoš
- 2018 Schmitke
- 2015 Ztraceni v Mnichově
- 2015 Padesátka
- 2016 Lichožrouti
- 2018 Ďábel čeká na smrt
- 2018 Hodinářův učeň
- 2019 Čertí brko
- 2021 Ubal a zmiz
- 2022 Velká premiéra

### Televize
- 2005 Strážce duší
- 2008–2011 Comeback
- 2013 PanMáma
- 2014 Kriminálka Anděl
- 2015 Vinaři
- 2016 Kosmo
- 2016 Já, Mattoni
- 2016 Ohnivý kuře
- 2017 Svět pod hlavou
- 2017 Temný Kraj
- 2017 Trapný padesátky
- 2017 Krmelec u Muflona
- 2019 Bez vědomí
- 2022 Specialisté
- 2024 Kamarádi

### Internetové seriály
- 2017 Single Lady
- 2017 Single Man
- 2018 Světlu vstříc
- 2018 Hasičárna Telecí
- 2020 Terapie sdílením
- 2023 Sex O'Clock